# Jean Bock
Jean Bock (Bovigny, 15 januari 1931 – Hoei, 11 september 2022) was een Belgische politicus en senator.

## Levensloop
Na vele jaren in Congo te hebben gewoond, keerde Bock na de Congolese onafhankelijkheid terug naar België. Al gauw werd hij politiek actief voor de liberalen. Hij werd van 1965 tot 1981 provincieraadslid en van 1968 tot 1971 en van 1974 tot 1981 permanent gedeputeerde van de provincie Luxemburg en ook was hij van 1972 tot 1974 kabinetschef van toenmalig vice-eerste minister en minister van Financiën Willy De Clercq. Als gedeputeerde hield Bock zich voornamelijk bezig met toerisme.
Van 1973 tot 1981 was hij nationaal ondervoorzitter van de PLP, die in 1977 (PRLW) en 1979 (PRL) van naam veranderde. In 1981 stapte Bock over naar de nationale politiek en werd hij door zijn partij gecoöpteerd in de Senaat, wat hij bleef tot in 1995. Daarna was hij van 1985 tot 1995 provinciaal senator en van 1995 tot 1999 rechtstreeks gekozen senator. In de Senaat was hij van 1988 tot 1991 secretaris, van 1992 tot 1999 quaestor en van 1995 tot 1999 voorzitter van het College van Quaestoren. Daarnaast was hij in de jaren 1991 en 1992 voorzitter van het Benelux-parlement.
Bij de eerste verkiezingen voor het Waals Parlement in 1995 werd Bock verkozen. Omdat hij ook in de Senaat gekozen was, besloot Bock voor de Senaat te kiezen en liet hij zich in het Waals Parlement vervangen. In 1999 werd Bock opnieuw verkozen in het Waals Parlement en nam deze keer het mandaat wel op. Hij bleef er zetelen tot in 2004. Hierdoor zetelde hij in dezelfde periode ook in het Parlement van de Franse Gemeenschap.
Daarnaast was Bock van 1965 tot 2006 gemeenteraadslid en van 1983 tot 2004 burgemeester van Gouvy. In december 2006 verliet Bock de politiek.